# Extracto de carne
El extracto de carne es un caldo de carne muy concentrado, normalmente de vacuno. Se usa para dar sabor a carne a diversas recetas, y para elaborar consomés y sopas.
El extracto de carne fue inventado por el barón alemán Justus von Liebig,  químico orgánico alemán del siglo XIX. Liebig se especializó en la clasificación de la comida y escribió un ensayo sobre cómo cocer la carne sin destruir su valor nutricional. Movido por el deseo de ayudar a los desnutridos, en 1840 desarrolló un extracto de vaca concentrado, extractum carnis Liebig, para proveer de un sustituto barato y nutritivo de la carne a quienes no podían adquirirla. Por desgracia, se necesitaban 30 kg de carne para producir 1 kg de extracto, lo que lo hacía demasiado caro.

## Comercialización

### Liebig Extract of Meat Company
Liebig prosiguió con sus esfuerzos y cofundó la Liebig Extract of Meat Company (más tarde Oxo), cuya fábrica, inaugurada en 1865 en Fray Bentos (Uruguay), aprovechaba la carne del ganado criado por su cuero, a un tercio del precio de la carne europea.

### Bovril
En los años 1980, John Lawson Johnston desarrolló el Johnston's Fluid Beef (‘buey líquido de Johnston’), más tarde llamado Bovril. A diferencia del extracto de carne de Liebig, el Bovril también contenía especias. Se fabricaba en Argentina, donde al igual que Uruguay podía obtenerse carne barata.

## En la actualidad
Los extractos de carne han sido sustituidos en su mayor parte por las pastillas de caldo y el extracto de levadura. Algunas marcas de extracto de carne han añadido este último a sus fórmulas, llegando incluso al extremo de comercializar en algunos mercados variantes de sus productos que contienen principalmente extracto de levadura, con poco o ningún contenido cárnico.
La única marca actual de extracto puro de carne todavía se distribuye con el nombre de Liebig, pero es administrada y producida por la empresa PAB Vesten en Belgia. Su composición consta únicamente de caldo de carne concentrado y un 4% de sal. La formulación actual del más popular Bovril es 43% de caldo de ternera, 24% de extracto de levadura y 11,5% de sal, conteniendo también especias y potenciadores del sabor.